# John F. Huenergardt
John Friederick Huenergardt (1875–1955) oroszországi német származású adventista misszionárius, lelkész, a délkelet-európai adventizmus egyik úttörője.

## Élete
Oroszországi német családban született, majd szüleivel gyermekként emigrált Amerikába. Kivándorlásuk összefüggésben állt az ottani németek tömeges elvándorlásával.
1892-ben keresztelkedett meg. 1897-ben érkezett az Egyesült Államokból  Németországba misszionáriusként, majd onnan az egyház 1898-ban a Kárpát-medencébe küldte, hogy ott kezdje meg missziós munkáját. Megtanult magyarul, és 1902-ben a magyar és a balkáni államok missziós területének felügyelője lett, majd az 1907-es magyar konferencia és az 1912-es budapesti székhellyel rendelkező ún. „Duna-unió” konferencia elnöke lett. Ez a konferencia lefedte Románia, Bulgária, Jugoszlávia és Magyarország területét.
A Német adventista unió éves közgyűlésein gyakran beválasztották Huenergardtot a konferencia valamelyik bizottságába és misszióterületi és egyesületi vezetőként vett részt az Európai Generál Konferencia, majd a Generál Konferencia ülésein, majd pedig unióelnökként az Európai Divízió bizottságának tagjaként is tevékenykedett.
Missziómunkásokat és könyvevangelistákat képzett, és kiadványokat adott ki a régió nyelvein. 1910-ben német evangélisták érkeztek a segítségére.
1919-ben visszaköltözött az Egyesült Államokba. Illinoisban a Broadview Főiskola és Teológiai Szeminárium munkájában vett részt. 1925 és 1929 között az Általános Konferencia Házi Missziói Irodájának asszisztens titkára.
Majd újra Európába ment és az 1930-as évek elején a Jugoszláv (adventista) Unió elnöke lett. 1935-ben visszatért az Egyesült Államokba, ahol egy évvel később nyugdíjba ment. Haláláig Kaliforniában a német nyelvű gyülekezetek lelkésze volt.

## Magyarországon
1898 nyarán ülésezett az adventista Német Egyesület konferenciája, ahol elhatározták az Európai Uniókonferencia megalapítását. Itt felbuzdulva Wilhelm Tentesch kelet-európai missziós eredményein és a fogarasi gyülekezet megalapításán, úgy döntöttek, hogy a fiatal Huenergardtot Kolozsvárra küldik.
Huenergadt 1898 augusztusában érkezett Bécs felől Budapestre. Itt találkozott Szabó Miklós Annával, az egyik első budapesti adventistával, akit még Conradi keresztelt meg Kolozsvárott, majd továbbutazott Erdélybe. 

#### Erdélyben
Kolozsváron lakott Rottmayer János és családja, akik szintén adventisták lettek. Bár Fogarason volt az első gyülekezet, Kolozsvár volt az ideális helyszín az erdélyi misszió központjának.
Huenergardt először is magyarul kezdett tanulni. Majd mintegy másfél év múlva már tolmács nélkül kezdett előadásokat tartani: „Megértették, mert azt mondták, hogy többé ne merjek tolmács által beszélni.” – írta egy levelében.
Kolozsvár mellett más erdélyi városokban is dolgozott. A századvégi erdélyi Magyar Ujság szerint Fogarason már 1898-ban tekintélyes számban voltak olyan — többnyire szász — családok, „amelyek többé nem a vasárnapot, hanem a szombatot szentelik meg”.
1898 decemberében írta a Pesti Napló fogarasi levelezője: 
A harminc éves, herkulesi külsejű, megnyerő modorú férfiú sok ügyességgel és szerencsével kezdte meg működését. Az itteni nazarénus szektának egy töredékét csakhamar megnyerte a maga eszméinek ama nyilvános és hatósági előadásaival, melyeket hetenkint kétszer-háromszor rendezett nagyszámú hallgatóság előtt...
Majd 1899 februárjában a Protestáns Egyházi és Iskolai Lap: 
Az adventisták, a kiknek a Németországból ideszakadt Huenergardt a prófétájuk, sikertelenül próbálkoznak az erdélyi szászok között. Huenergardt legutóbb Nagyszebenbe tette át székhelyét Fogarasról, abban a reményben, hogy itt fogja felépíttetni az első adventista imaházat. Előadásokat tartott: a cirkumspektus szászok meg is hallgatták, de bizony az új evangéliumot nem vették be. Huenergardt azonban nem csügged, s kijelentette, hogy bejárja az egész Királyföldet, s megbolygatja az összes evangélikus gyülekezeteket. Jó lesz a pásztoroknak ébren lenni...
1901-re már gyülekezetek jöttek létre Aradon, Brassóban, Kolozsváron, Segesváron is. Amikor Kolozsváron lakott, tudjuk, hogy házról-házra is járt és Biblia-órákat tartott. Munkája eredményes volt, mert az ideérkezése idején (1898) csak 4-5 fő hívő volt a városban, de 1900 decemberére már 41 fő volt az itteni taglétszám. Itt csatlakozott a felekezethez Ősz B. Mihály és felesége 1901-ben, akiknek aztán jelentős szerepe a mai Magyarországon az adventista úttörők között.
Hatósági fellépések is történetek ellene: 1903/04 telén Nagyszeben nem csak a város területéről, hanem az egész ország területéről kitiltotta. Vádként „a nyugalom megzavarása” szerepelt. A támadások mögött az főleg az ott domináns szerepet játszó ortodox egyház állt. Huenergardt végül a mai Magyarországon elfogadhatóbb vallásszabadsági viszonyokat talált.

#### A mai Magyarországon
1902-től kezdve az egyik legfontosabb vezetői feladatát Magyarországon az általa vezetett egyházterületi egységekben az összejövetelek körüli teendők alkották, valamint a hatósági engedélyek biztosítása.
Már az első általános magyarországi adventista összejövetelen megjelent ötven személy négy nemzetiséghez tartozott: magyar, szász, román, szerb.
Majd a 20. század elején a békéscsabai gyülekezet megszervezésével az első szlovák ajkú adventista közösség alakult meg. Ennek a közösségnek az alapítása is Huenergardt nevéhez kapcsolódik.
1910-ben Gyula területéről tiltották ki öt évre, és a határozatot a gyülekezeti tagok kérésére sem függesztették fel.
1912-ben létrejött az ún. Dunai Unió, amely magába foglalta a magyar, bolgár és román missziós területeket is, és amelynek élére Huenergardt került.
Az első világháború idején válságot élt át az adventista misszió. A lelkipásztorokat nagy számban küldték frontszolgálatra, a külföldi származásúakat kiutasították az országból. 1916 körül jelentkezett a pacifista elveket valló szakadár őrálló-mozgalom.
Az őrálló-mozgalom hívei különösen Huenergardt felelősségét hangsúlyozták a gyülekezet tagjainak katonai szolgálatával kapcsolatban. Nehézséget jelentett, hogy az egyház felső vezetése és Ellen G. White nem adott egyértelmű útmutatást a kérdésben.
Huenergardt felesége már a háború során kérte a Generál Konferenciát, hogy férjét helyezzék vissza az Egyesült Államokba, mert öt gyermekük felnevelését és iskoláztatását nem tudják biztosítani az itteni fizetésből. A feleség 1914-től munkát is vállalt egy katonai kórházban.
Végül a család 1919 elején hagyta el Magyarországot.

## Magyarul megjelent művei
A neve alatt megjelent művek:
- J. F. Huenergardt–Balázs Géza: Kik a hetednapi adventisták?; szerzői kiadás, Bp., 1922
- Huenergardt János: A szeretet uralma; Gyarmati, Bp., 1941 (Időszerű gondolatok könyvtára)